# Megingaudo I di Worms
Megingaudo I di Worms (in tedesco Megingoz) (ca. 825 – ca. 880) fu conte di Wormsgau.
Megingaudo era membro della dinastia dei Guglielmingi, poiché era un nipote di Guglielmo I di Traungau, tuttavia non è chiaro quale dei figli di Guglielmo fosse suo padre. Gli Annales Xantenses riportano che dopo la morte del padre Roberto il Forte, Oddone di Neustria e suo fratello Roberto furono privati degli honores paterni da Carlo II il Calvo e andarono a vivere dai loro parenti in Renania. Lì Oddone viene menzionato accanto allo zio Megingaudo in occasione di una donazione di un fondo nei pressi di Mettenheim fatta all'abbazia di Lorsch nell'876. Megingaudo è nominato anche in una missiva papale dell'879. Megindaudo morì, probabilmente, attorno all'880.

## Discendenza
Megingaudo sposò una figlia di Roberto III di Worms, il cui nome, secondo il Liber memorialis Romarici Montis, potrebbe essere Rotlinda, dalla quale ebbe almeno due figli:
- Megingaudo II (... – 5 settembre 892) fu conte di Mayenfeld, dall'887 abate laico dell'Abbazia di San Massimino. Secondo gli Annales Einsidlenses sposò una certa Gisela[2];
- Roberto (... – ...) fu conte di Nahegau e abate laico dell'abbazia di Echternach.